# Rotterdam Airlines (muzieklabel)
Rotterdam Airlines (Music Group) (RAMG) is een Nederlands muzieklabel. De aangesloten artiesten brengen muziek uit in het genre urban music.
RAMG bestaat uit het platenlabel Rotterdam Airlines Records en de muziekuitgeverij Rotterdam Airlines Music Publishing. Daarnaast is er een kledinglijn en een rapplatform op onder meer YouTube. Video's van artiesten zijn miljoenen malen bekeken.
Het label werd in 2009 in Rotterdam opgericht door de broers Jairzinho en Luciano Winter. Luciano had op dat moment een stichting opgericht waarmee hij muziek- en schilderprojecten organiseerde voor jongeren. In hetzelfde jaar begon Jairzinho professioneel als musicus en vroeg hij zijn broer hem te managen. Na Jairzinho sloot Jason Futuristic zich bij het label aan en vervolgens Memphis Depay die later stopte toen hij doorbrak in het voetbal. Andere rappers die zich in de eerste jaren aansloten, waren bijvoorbeeld Kevin, Opium Lotus en Young'Mills. De bekendheid bleef echter beperkt.
Ongeveer aan het begin van 2015 sloot Sevn Alias zich bij hen aan. Het succes van de rapper groeide snel en straalde ook af op de anderen. Ook werd hij de trekker achter het album Gate 16 dat een verzamelalbum is van de aangesloten rappers. Sinds zijn succes is ermee ook het label gevestigd en hebben zich opnieuw rappers aangesloten, onder wie BKO, FMG, Lil Saint, Chip Charlez, Johnny Sellah en DjagaDjaga.

## Discografie
Het volgende is een verzamelalbum van aangesloten artiesten. Daarnaast brachten artiesten onder hun eigen naam muziek uit via het label.
Album
| Jaar | album   | Top 100 | weken | opmerking |
| ---- | ------- | ------- | ----- | --------- |
| 2016 | Gate 16 | 2       | 58*   |           |